# Hamidiyeh
Hamidiyeh (persiska: حمیدیّه) är en ort i Iran. Den ligger i provinsen Khuzestan, i den västra delen av landet. Ḩamīdīyeh ligger 38 meter över havet och antalet invånare är 21 977.
Staden är administrativt centrum för delprovinsen (shahrestan) Hamidiyeh.